# جراحت (مجموعه تلویزیونی)
جراحت نام یک مجموعه تلویزیونی به کارگردانی محمدمهدی عسگرپور و نویسندگی سعید نعمت‌الله است که برای پخش در شبکه سه تولید شده‌است. این مجموعه به تهیه‌کنندگی محمدرضا شفیعی در ۳۰ قسمت ۳۵ دقیقه‌ای تولید و در ماه رمضان ۱۳۸۹ پخش شد. ثریا قاسمی و امین تارخ از بازیگران این مجموعه هستند.

## داستان
لطیفه مادر ۷۵ ساله‌ای است با دو پسرش با نام‌های بزرگ و اسماعیل زندگی می‌کند، بزرگ پسر ارشد لطیفه‌است و چهار سال پیش در پی خواندن خطبه عقدی خانگی و بی سر و صدا دخترش اکرم را به عقد پسر برادرش اسماعیل سقایی در آورده‌است.

## بازیگران
- امین تارخ در نقش بزرگ ( پسر لطیفه ، همسر اقدس )
- علی عمرانی در نقش اسماعیل ( پسر لطیفه ، همسر انسیه )
- آتنه فقیه‌نصیری در نقش انسیه ( همسر اسماعیل ، مادر امیرحافظ )
- محمد عمرانی در نقش پدر هوشنگ
- مهوش صبرکن در نقش اقدس ( همسر بزرگ ، مادر اکرم )
- رامین راستاد در نقش هوشنگ
- لیلا بلوکات
- کریم اکبری مبارکه
- سید یاسر جعفری در نقش امیرحافظ ( پسر اسماعیل و انسیه ، همسر اکرم )
- هستی مهدوی فر در نقش اکرم ( دختر بزرگ و اقدس ، همسر امیرحافظ )
- میلیشا مهدی نژاد
- گیتی قاسمی
- محمد رحمتی
- نیمانیک اخلاق
- ثریا قاسمی در نقش لطیفه ( مادر بزرگ و اسماعیل )